# 瓦尔德马·帕夫拉克

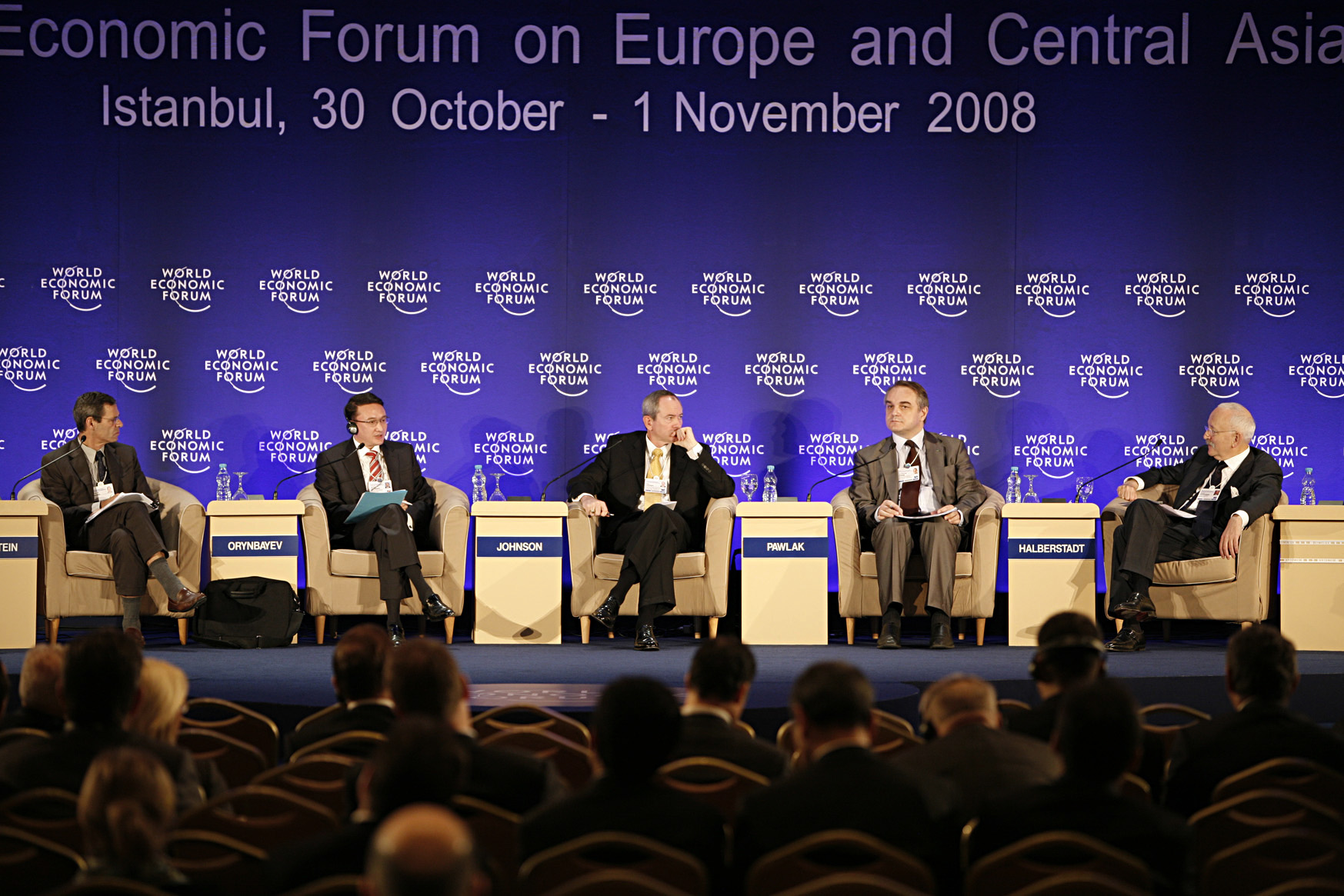
W.帕夫拉克副总理2008年在伊斯坦布尔的世界经济论坛

瓦尔德马·帕夫拉克（波蘭語：Waldemar Pawlak，[valˈdɛmar ˈpavlak]  试听，1959年9月5日—），波兰政治家。1992年和1993年至1995年两次担任波兰总理，是波兰最年轻的总理。2007年11月到2012年11月担任波兰副总理兼经济部长。
帕夫拉克出生于馬佐夫舍省中部的莫德尔村（Model），就读于华沙理工大学，1981年戒严期间曾积极参与罢工。1984年毕业后成为一名计算机教师，1985年加入波兰统一人民党（UPP，1990年改称波兰人民党），开始他的政治生涯。1989年当选色姆(波兰下议院)议员，1991年成为人民党领袖（Prezes）。1992年6月5日首次组建政府，但只持续了33天。但这段经历无论如何还是可以载入史册的，被称为“帕夫拉克33天”。
波兰人民党和民主左翼联盟(SLD)以压倒性优势赢得了1993年的选举，帕夫拉克获得绝对多数的支持再次出任总理。